# Біг Пойнд Крік
Біг Пойнд Крік (англ. Big Pond Creek) — річка в окрузі Ориндж-Волк (Беліз). Довжина до 6 км. Свої води несе до Ріо-Нуево (Rio Nuevo).
Протікає незаселеною територією округу Ориндж-Волк, а саме річище неглибоке з невисокими берегами, в'ється поміж кількох тропічних озер-боліт і по стариці ріки. При впадінні до Нью-Рівер-Ріо-Нуево утворює заболочене просте гирло.